# Testpunkt

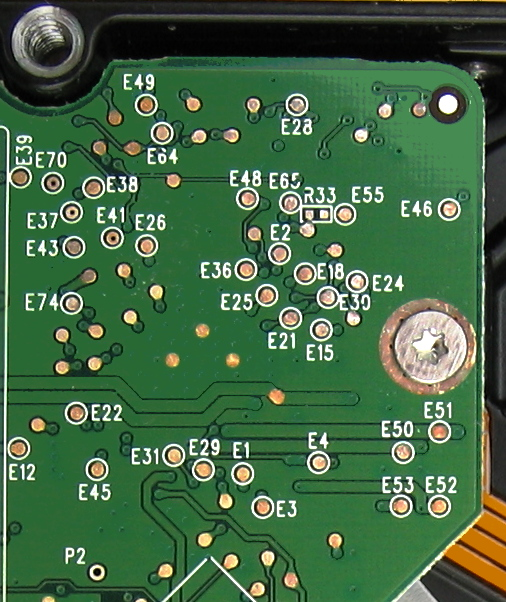
Testpunkte auf der Leiterplatte eines Festplattenlaufwerkskontroller

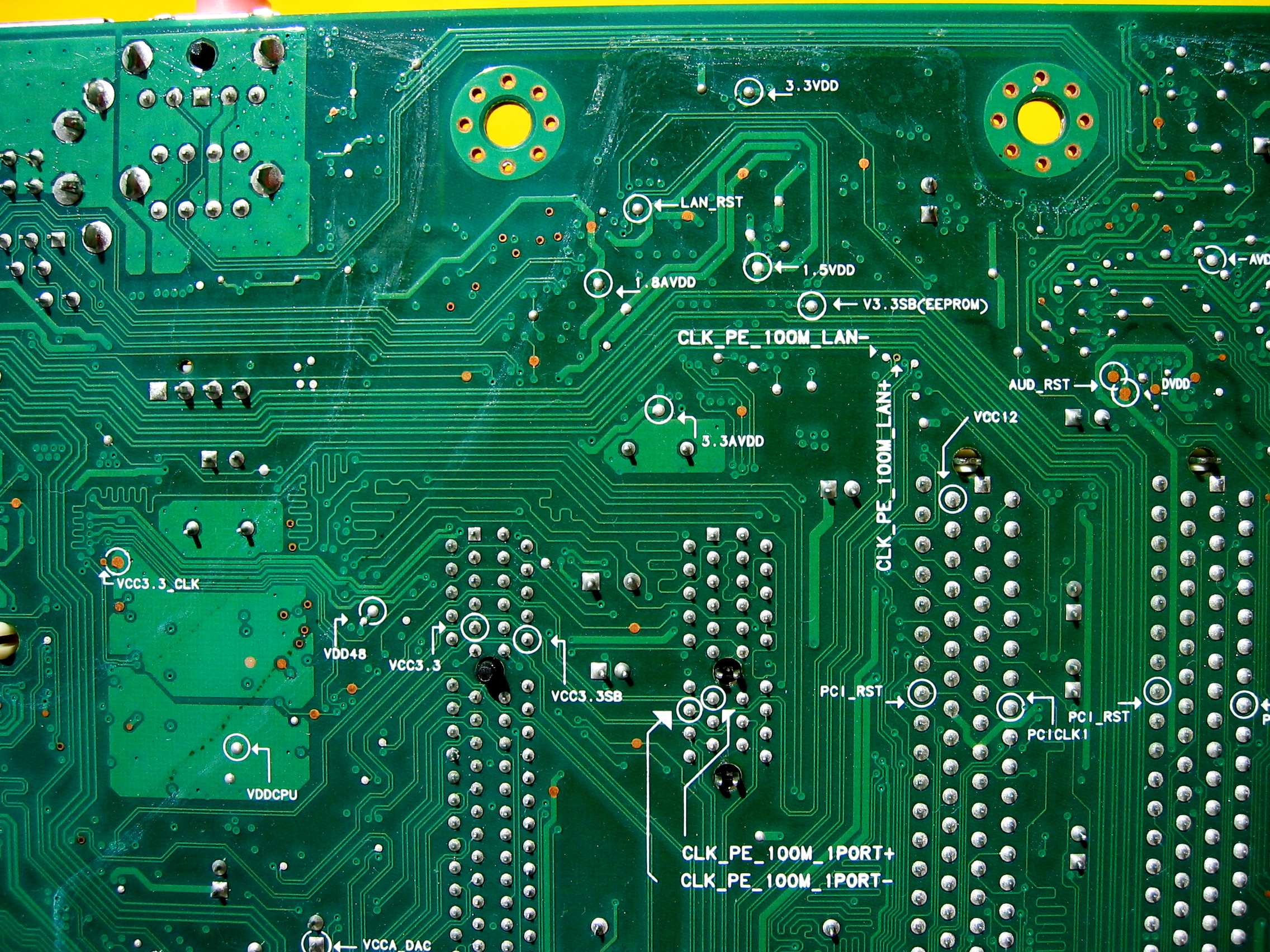
Markierte Testpunkte auf einer PC-Hauptplatine

Ein Testpunkt oder Testpad ist ein auf einer Leiterplatte angebrachter Kontakt, der während des Tests einer Leiterplatte in einem In-Circuit-Tester den elektrischen Kontakt zwischen dem zu prüfenden Netzwerk-Knoten und der Testnadel des Adapters herstellt.
Testpunkte sind in der Regel nur eine Verdickung einer Leiterbahn, bei der der Lötstopplack ausgelassen wurde. Teilweise werden auch Durchkontaktierungen einer Leiterplatte als Testpunkt genutzt, um Platz zu sparen.
Der Abstand zwischen zwei Testpads wird als Pitch bezeichnet. Dieser wird oft noch in Inch definiert, so dass viele Testpunkte einen Abstand von 2,54 mm aufweisen (bei größeren Leiterplatten). Bei den feineren Leiterplatten kommen vermehrt metrische Einheiten zum Zuge. Die Leiterplatten werden auch mit immer kompakteren Strukturen und kleineren Testpads ausgestattet (Platzeinsparung), dadurch steigen die Anforderungen an die Prüfmaschinen.

## Einfluss des Testpunktabstandes auf die elektrische Prüfung mit Adaptern
- Pitch > 2,54 mm: Alter Standard bei größeren Leiterplatten
- Pitch > 0,80 mm: Konventioneller Adapter mit Federstiften
- Pitch > 0,30 mm: Starrnadeladapter (Adapter wird anhand von Führungsbohrungen ausgerichtet)
- Pitch > 0,15 mm: Starrnadeladapter (Adapter wird anhand von Kamera-Korrekturwerten ausgerichtet)

## Einfluss vom Testpunktgröße auf die elektrische Prüfung mit Adaptern
Mit der Größe des Testpunkts müssen alle Ungenauigkeiten in der Leiterplattenfertigung ausgeglichen werden können, wie etwa Schrumpfung und Dehnung. Werden die Adapter über Fangstifte geführt, müssen beim Prüfen mit Adaptern folgende Toleranzen berücksichtigt werden:
- Adaptergenauigkeit: Toleranz zwischen dem Fangstift und den einzelnen Messkontakten
- Fangstift zu Führungsbohrung: benötigtes Spiel, damit Leiterplatte nicht im Adapter verklemmt
- Führungsbohrung zu Layout: Führungsbohrungen und Printlayout werden nicht in demselben Prozess gefertigt
- Layoutgenauigkeit: Schrumpfung, Dehnung und Verdrehung des Layouts
- Pad-Rand: die leicht konvexe Oberfläche am Padrand sollte nicht kontaktiert werden

Die benötigte Padgröße kann nun aus den Toleranzen ermittelt werden. Dabei ist zu beachten, dass sich gewisse Toleranzen gegenseitig auch aufheben können.
Vor allem die Toleranzen der Fertigung bestimmen also die Größe der benötigten Testpunkte. Sind die zu kontaktierenden Strukturen kleiner als es die Toleranzbetrachtung erlaubt, muss die Kontaktierung optisch ausgerichtet werden, wodurch gewisse Toleranzen eliminiert werden können.

## Einfluss von Testpunkten und Verbindungsleitungen auf die elektrische Funktion der Schaltung
Kommt es durch den Einsatz von Testpunkten auf der Leiterplatte zu zusätzlichen Leitungszügen, welche den Testpunkt mit dem elektrischen Netz verbinden, besteht die Gefahr, dass es zu zusätzlichen Störungen auf der Baugruppe kommen kann. Jede zusätzliche Leitung wirkt als Antenne, über die Störstrahlung ausgesendet oder empfangen wird. Dabei kann es zu Störungen bei anderen Schaltungsteilen oder auf der Baugruppe selbst kommen. 
Das Risiko von Störungen kann minimiert werden, indem die Testpunkte ohne zusätzliche Leiterbahnen direkt an der Verbindungsleitung angebracht werden. Ist das nicht möglich, sollte die Verbindungsleitung zwischen dem Testpunkt und dem eigentlichen elektrischen Leiterzug auf der Leiterplatte möglichst kurz sein.

## Alternativen zu Testpunkten

### Test über Kundenschnittstelle
Bei voll bestückten Leiterplatten ist oft kein Platz mehr für die Prüfpunkte. Dann kann versucht werden, auf der Baugruppe vorhandene Kundenschnittstellen zur Kontaktierung der elektrischen Netze zu verwenden. Häufig kann über die Kundenschnittstelle nur ein Teil der elektrischen Netze kontaktiert werden. Je nach Anwendungsfall kann die Anzahl von Prüfpunkten reduziert werden.

### Boundary-Scan
Auch durch Einsatz der Boundary-Scan-Testmethode können Prüfpunkte auf der Leiterplatte eingespart werden. Diese Testmethode kann im Bereich von digitalen Signalen verwendet werden.